# El Rincón, San Felipe
El Rincón är en ort i Mexiko.   Den ligger i kommunen San Felipe och delstaten Guanajuato, i den centrala delen av landet, 300 km nordväst om huvudstaden Mexico City. El Rincón ligger 2 181 meter över havet och antalet invånare är 140.
Terrängen runt El Rincón är kuperad åt nordväst, men åt sydost är den platt. Runt El Rincón är det ganska glesbefolkat, med 31 invånare per kvadratkilometer. Närmaste större samhälle är San Felipe, 9,1 km nordost om El Rincón. Trakten runt El Rincón består i huvudsak av gräsmarker.